# Vídeňský ústřední hřbitov
Vídeňský ústřední hřbitov (Wiener Zentralfriedhof) je rozsáhlý hřbitov v rakouském hlavním městě Vídni na území čtvrtě Simmering, která je součástí 11. vídeňského okresu.

## Popis

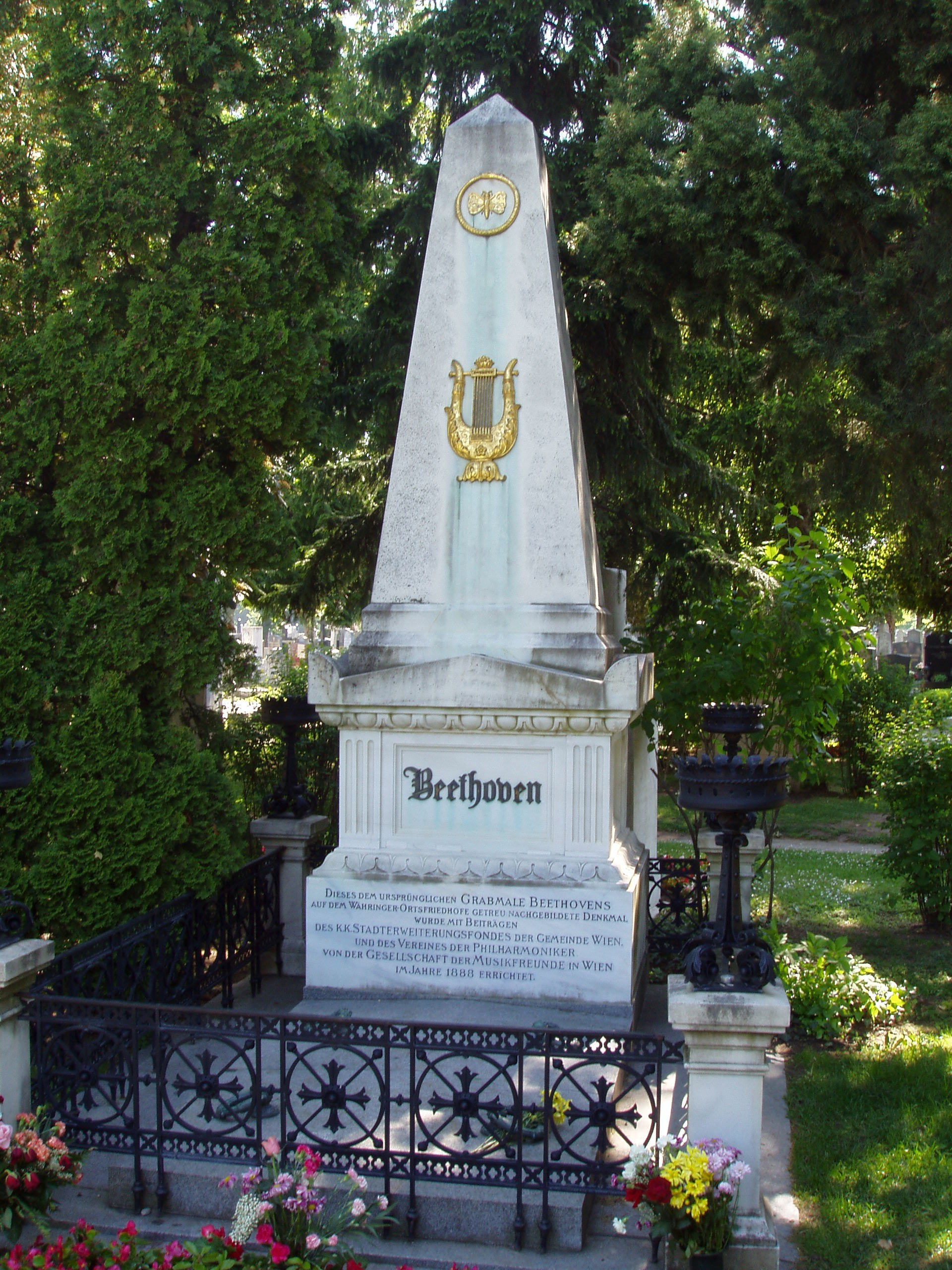
Beethovenův hrob

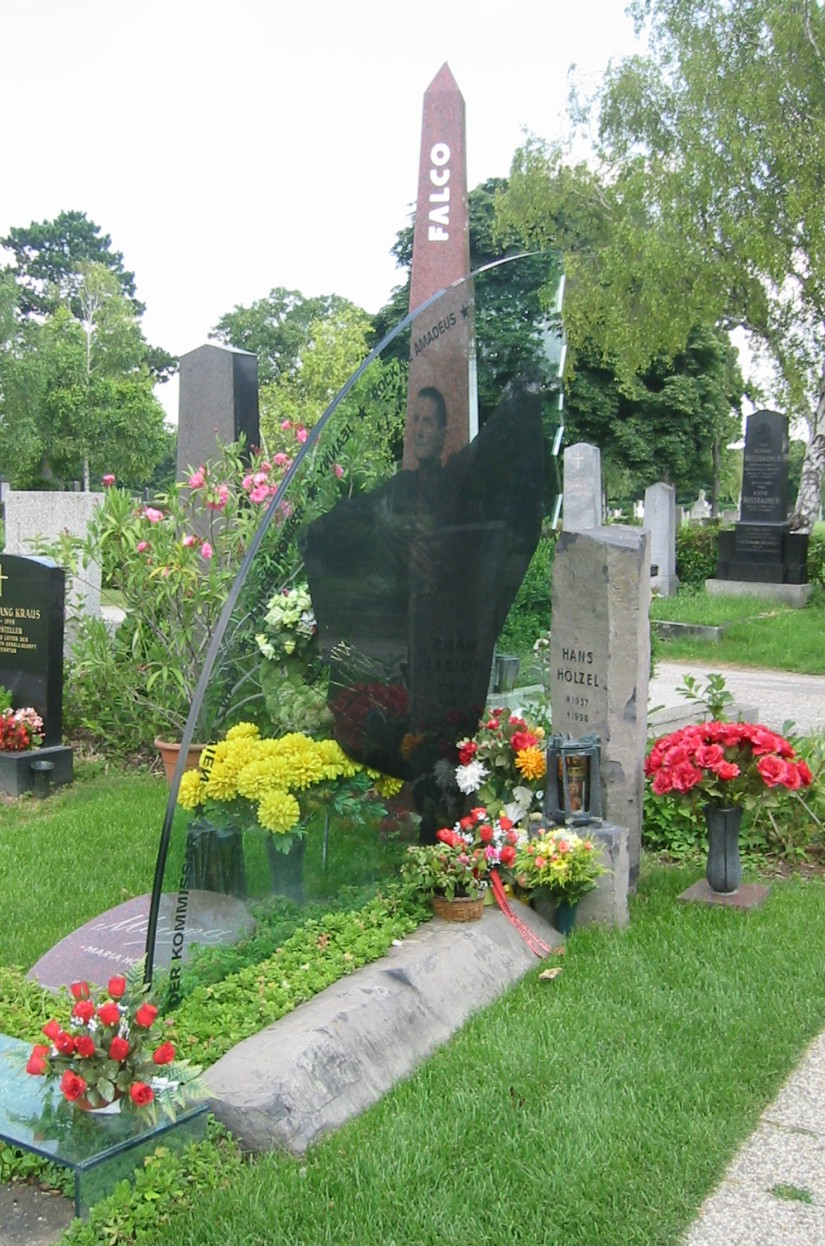
Falcův hrob

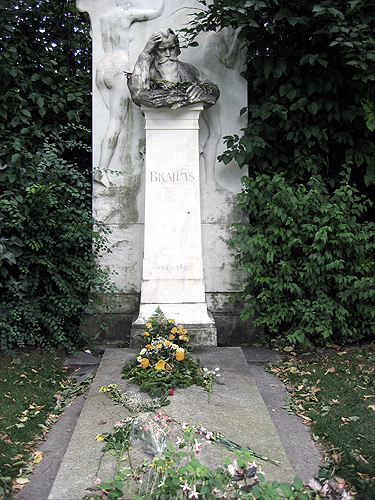
Brahmsův hrob

Svou rozlohou dva a půl milionu metrů čtverečních je po hamburském hřbitově Ohlsdorf a po Brookwood Cemetery nedaleko Londýna třetím největším hřbitovem v Evropě a je místem posledního odpočinku přibližně tří milionů osob. Vídeňský magistrát se zde stará o 250 000 hrobů. Byl otevřen v roce 1874 a od svého založení byl sedmkrát přestavěn. 
V blízkosti kostela sv. Karla Boromejského, ve skupině 32a, se nacházejí hroby Beethovena, Schuberta, Johanna Strausse otce i syna, Brahmse či Huga Wolfa, označené jako "Ehrengräber". V těchto místech se nachází také pomník W. A. Mozarta. Rakouští prezidenti jsou pohřbeni v hrobkách v blízkosti kostela. 
První vchod od centra města (Tor 1) zpřístupňuje starou židovskou část. Nedaleko vedlejšího vchodu (Tor 3) je pochován rakouský rockový zpěvák Falco. Skleněná deska na jeho hrobě symbolizuje rozbité CD. Čtvrtý vchod (Tor 4) je vstupem do evangelické části a pátý vstup (Tor 5) do nového izraelského oddělení existujícího od roku 1928. Pochován je zde i hudební skladatel Antonio Salieri.

## Známé osobnosti
- Ludwig van Beethoven (1770–1827), skladatel zde
- Johannes Brahms (1833–1897), skladatel zde
- Camillo Sitte (1833–1903), architekt
- Falco (Johann Hölzel) (1957–1998), popový hudebník zde
- Viktor Emil Frankl (1905–1997), neurolog a psychiatr
- Franz von Hauer (1822–1899), geolog a paleontolog zde
- Emil Holub (1847–1902), cestovatel zde
- Bruno Kreisky (1911–1990), politik zde
- Franz Lehár (1870–1948), skladatel zde
- Adolf Loos (1870–1933), architekt zde
- Wolfgang Amadeus Mozart[pozn. 1] (1756–1791), skladatel zde
- Antonio Salieri (1750–1825), skladatel zde
- Arnold Schoenberg (1874–1951), skladatel zde
- Franz Schubert (1797–1828), skladatel zde
- Matthias Sindelar (1903–1939), fotbalista
- Alfred Skene, starosta Brna
- Robert Stolz (1880–1975), skladatel zde
- Eduard Strauß (1835–1916), skladatel zde
- Johann Strauss (1804–1849), skladatel zde
- Johann Strauss (1825–1899), skladatel zde
- Josef Strauss (1827–1870), skladatel zde
- Friedrich Torberg (1908–1979), spisovatel zde
- Hugo Wolf (1860–1903), skladatel zde

## Doprava na hřbitově
V areálu hřbitova vzhledem k jeho velikosti jezdí autobusová linka 106, která má na trase 22 zastávek. Interval mezi spoji je 30 minut, první vyjíždí o 9. hodině, poslední v sobotu v 16:30, v ostatních dnech v 15:30.